# Petar Mićin
Petar Mićin (Novi Sad, 29 de setembro de 1998) é um futebolista profissional sérvio que atua como meia.

## Carreira

### Vojvodina
Petar Mićin começou a carreira no Vojvodina, em 2017.

### Udinese
Petar Mićin se transferiu para a Udinese Calcio, em 2018.